# Пешков, Григорий Немнонтович
Григорий Немнонтович Пешков (в некоторых наградных документах ошибочно именуется как — Григорий Невкантьевич Пешков; 23 февраля 1918 Урулюнгуй, ныне Приаргунский район, Забайкальский край — 27 января 1989 там же) — старшина Красной армии,  участник Великой Отечественной войны и полный кавалер ордена Славы. Участник освоения целины.

## Биография
Родился 23 февраля 1918 года в селе Урулюнгуй (ныне Приаргунский район, Забайкальский край) в семье потомственного казака. После получения начального образования и окончания курсов трактористов начал работать в колхозе.
В 1940 году был призван в Красную армию. В боевых действиях Великой Отечественной войны  начал принимать участие в мае 1942 года. Был дважды ранен.
15 января 1945 года в ходе Варшавско-Познанской операции во время боёв за опорный пункт вблизи населенного пункта Маковец (ныне Мазовецкое воеводство, Польша), отделение, в состав которого входил Пешков, ворвалось в траншею противника и уничтожило 15 гитлеровцев и расчёты 2 вражеских станковых пулемётов. Григорий Пешков лично уничтожил 6 вражеских солдат (по другим данным более 10 вражеских солдат). 8 марта 1945 года был награжден орденом Славы 2-й степени.
23 января того же года во время дальнейшего наступления вблизи города Шримм (ныне Польша) вместе со своим отделением ворвался во вражескую траншею, во время боя уничтожив около 20 солдат противника. Во время боя Григорий Пешков лично подбил вражеский автомобиль и уничтожил свыше 10 солдат вермахта. За свой подвиг 15 марта 1945 года был награжден орденом Славы 3-й степени.
Участвовал  в Берлинской операции. 20 апреля 1945 года во время боя за населённый пункт Хоэнштайн (ныне Бранденбург, Германия),  гранатами забросал пулемётную точку противника, уничтожив её расчет, что обеспечило успешные наступательные действия его роты. В последующей рукопашной схватке взял в плен троих немецких солдат и застрелил офицера. 31 мая 1945 года был награжден орденом Славы 1-й степени.
Демобилизовался в мае 1946 года. После демобилизации вернулся в родные края. Григорий Пешков был единственным из мужчин, вернувшимся в родное село после войны. Сначала работал бригадиром в тракторной бригаде, затем заведующим мастерскими совхоза. Принимал участие в освоении целинных земель.
Скончался 27 января 1989 года.

## Награды
- Орден Отечественной войны 1-й степени (11 марта 1985)[1][2][4];
- Орден Славы 1-й степени (31 мая 1945 — № 517)[1][2][5];
- Орден Славы 2-й степени (8 марта 1945 — № 15020)[1][2][6];
- Орден Славы 3-й степени (15 марта 1945 — № 357544)[1][2][7];
- также ряд медалей[1][2].